# Rimski obred
Rimski (lat. Ritus Romanus), Zapadni ili Latinski obred najrasprostranjeniji je liturgijski obred u Latinskoj (Rimokatoličkoj), ali i u cijeloj Katoličkoj Crkvi. Izvorno je to obred koji se obdržavao u Rimskoj biskupiji, odakle je i dobio naziv, te se postupno proširio na gotovo cijelu Crkvu zapadnoga obreda (Latinsku Crkvu). Određuju ga liturgijska pravila za kalendar, mise i ostala bogoslužja. Velike je promjene doživio u liturgijskoj reformi nakon Drugog vatikanskog sabora, kada je misa novoga obreda (novus ordo) uvedena kao valjan obred uz dotada prevladavajuću Tridentsku misu.
Vlastite inačice Rimskoga obreda imaju Red propovjednika (Ritum Ordinis Predicatorum) i Lyonska nadbiskupija – tzv. lyonski obred (Ritus Lugdunensis).

## Unutarnje poveznice
- Liturgijska godina
- Opći rimski kalendar

## Vanjske poveznice
- Portal o Rimskom obredu (engl.)

| Portal:Kršćanstvo | Portal: Kršćanstvo |